# Greg Hands
Pour les articles homonymes, voir Hands.
Gregory William Hands, dit Greg Hands, né le 14 novembre 1965 à New York, est un homme politique britannico-américain, membre du Parti conservateur.

## Biographie
Greg Hands naît aux États-Unis de parents britanniques, où il réside jusqu'à ses sept ans,. Il est scolarisé à la Challoner's Grammar School d'Amersham, avant de poursuivre ses études à l'université de Cambridge (Robinson College), où il est président de la Cambridge University Conservative Association. Après des études, il travaille dans le secteur bancaire.
De 1998 à 2006, il est élu au conseil du borough londonien de Hammersmith et Fulham, où il est président du groupe conservateur de 1999 à 2003. Il est élu député de la circonscription de Chelsea et Fulham (Hammersmith et Fulham jusqu'en 2010) en 2005.
À la suite de la victoire des conservateurs aux élections de 2010, il devient secrétaire parlementaire privé du chancelier de l'Échiquier George Osborne. Il devient whip assistant du gouvernement en 2011.
La Première ministre Theresa May le nomme ministre d'État au Commerce international en 2016. Il démissionne le 21 juin 2018, en raison de l'adoption imminente par la Chambre des communes d'un projet de loi controversé autorisant la construction d'une troisième piste à l'aéroport londonien d'Heathrow. 
Il retrouve son poste gouvernemental en 2020 sous le Premier ministre Boris Johnson jusqu'au 15 septembre 2021, date à laquelle il est remplacé par Penny Mordaunt. Celui-ci retrouve finalement ses fonctions dans les Cabinets de Liz Truss et de Rishi Sunak. Il devient ministre d’État au Commerce le 13 novembre 2023.